# Музей искусств Лихтенштейна
Музей искусств Лихтенштейна (нем. Kunstmuseum Liechtenstein) — государственный музей современного искусства в Вадуце.

## История
В 1967 году Лихтенштейн получил в дар десять картин, ставших основой Государственного собрания искусства. Первым куратором собрания был назначен доктор Георг Малин, лихтенштейнский историк. Он расширил коллекцию произведениями современного искусства из других стран. Постройка здания музея была выполнена при поддержке группы частных инвесторов, правительства Лихтенштейна и администрации Вадуца. В августе 2000 года здание было официально преподнесено в дар государству. Строительство здания по проекту швейцарских архитекторов Майнрада Моргера (Meinrad Morger), Генриха Дегело (Heinrich Degelo) и Кристиана Кереца (Christian Kerez) было завершено в ноябре 2000 года. Музей был формально открыт 12 ноября. Тогда был создан общественный фонд для управления работой музея. С 1996 по 2021 год его директором был Фридеманн Мальш (Friedemann Malsch). С 1 июля 2021 года эту должность заняла Летиция Рагаглия.

## Коллекция
Коллекция музея включает произведения современного искусства из разных стран и охватывает период с XIX века до наших дней. Важнейшую часть экспозиции составляют скульптуры и инсталляции, а также работы в стиле Арте повера. В 2006 году музей приобрёл коллекцию кёльнского галериста Рольфа Рике (Rolf Ricke), включающую работы Дональда Джадда, Ричарда Серра, Ричарда Артшвагера, Билла Боллингера, Фабиана Маркаччо, Стивена Паррино, Дэвида Рида, Кейта Сонньера и Джессики Стокхолдер.

## Выставки
Фрейндлих, Отто, Готфрид Honegger, Икэмура, Лэйко, Рита Макбрайд, Пауль Клее, Йохен Герц, Андре Томкинс, Купка, Франтишек, Энди Уорхол, Фабиан Marcaccio, Алигьеро Боэтти, Фред Сандбек, Георг Малин, Шон Скалли, Маттс Leiderstam, Фердинанд Нигг, Моника Сосновска, Йозеф Бойс, Томас Шютте, Казимир Малевич, Мартин Фроммельт, Матти Браун или Кристиан Болтански.